# Surami
Surami (en georgiano: სურამი) es un asentamiento urbano en el centro de Georgia, ubicado en el este de la región de Iberia Interior y parte del municipio de Jashuri. 

## Geografía
Surami se encuentra en la vertiente sur de la cordillera de Liji, a 4 km de Jashuri.
El asentamiento se encuentra junto al Parque Nacional de Boryomi-Jaragauli, conocido por sus diversos paisajes y abundancia de monumentos históricos.

## Historia
El primer asentamiento humano en el territorio de Surami se remonta a principios de la Edad del Bronce. Probablemente que Surami sea el Surium de los autores clásicos, concretamente Plinio el Viejo (23-79 d. C.), quienes lo sitúan en la parte oriental de la Cólquida, hacia Iberia.
Surami, estratégicamente situada a la entrada del desfiladero de Boryomi y vigilando la carretera del este al oeste de Georgia, se convirtió en una ciudad fuertemente fortificada en el siglo XII. Desde la década de 1170 hasta finales del siglo XIV, la fortaleza de Surami fue un feudo hereditario de la dinastía de los eristavis de Kartli (Georgia central), que asumieron el apellido de Surameli (en georgiano: სურამელი, lit. 'señor de Surami').
Posteriormente, Surami decayó, pero conservó su animado puesto comercial, así como la fortaleza que fue reconstruida en los siglos XVI y XVII. Tras la reconstrucción de la fortaleza bajo Rostom, el való o rey de Iberia, designado por el Imperio safávida, desplegó soldados iraníes para que sirvieran como su guarnición. A mediados del siglo XVIII, según el príncipe Vajushti de Kartli, Surami tenía 200 hogares de georgianos, armenios y judíos. En la década de 1740, el príncipe Givi Amilajvari utilizó Surami como base contra el rey Teimuraz II de Kajetia y los persas. Después de la rendición del príncipe en 1745, la fortaleza fue demolida, pero luego restaurada y explotada por las tropas ruso-georgianas en operaciones anti-otomanas durante la guerra ruso-turca (1768-1774). 
Después de la anexión rusa de Georgia en 1801, Surami albergó un puesto militar y más tarde se popularizó como un centro turístico de montaña. 
En 1926 adquirió el estatus de asentamiento de tipo urbano.

## Demografía
La evolución demográfica de Surami entre 1908 y 2023 fue la siguiente:
| 1947                                            | 6162 | 9773 | 7492 | 7314 |
| (Fuente: Population of Georgia in Soviet times) |      |      |      |      |

Históricamente, la población de Surami ha sido mayoritariamente georgiana con minorías importantes de judíos y armenios.
|              | 1939      | 1939       | 2014      | 2014       |
| Grupo étnico | Población | Porcentaje | Población | Porcentaje |
| ------------ | --------- | ---------- | --------- | ---------- |
| Georgianos   | 3086      | 50,1%      | 7382      | 98,43%     |
| Rusos        | 308       | 5,0%       | 23        | 0,31%      |
| Ucranianos   | 308       | 5,0%       | -         | -          |
| Armenios     | 1118      | 18,1%      | 43        | 0,57%      |
| Osetios      | 61        | 1%         | 19        | 0,25%      |
| Judíos       | 1496      | 24,3%      | -         | -          |
| Griegos      | 17        | 0,3%       | -         | -          |
| Azeríes      | 13        | 0,2%       | -         | -          |
| Lezguinos    | 13        | 0,2%       | -         | -          |
| Alemanes     | 1         | 0,1%       | -         | -          |
| Asirios      | 1         | 0,1%       | -         | -          |
| Total        | 6162      | 100%       | 7492      | 100%       |

## Economía
Los empleadores más importantes hoy en día son una fábrica de envases de vidrio, una instalación de almacenamiento de petróleo crudo y la cercana central hidroeléctrica de Suramula, construida con ayuda de la UE.

## Infraestructura

### Arquitectura, monumentos y lugares de interés
La fecha exacta en la que se construyó la fortaleza de Surami sigue siendo oscura. Es posible que sus primeras estructuras datan del siglo XII, pero ha sido reconstruido varias veces desde entonces. El escritor Daniel Chonkadze (1830-1860) introdujo una leyenda local asociada con la fortaleza a la literatura clásica georgiana y el cineasta armenio Serguéi Paradzhánov la hizo aún más famosa en su premiado largometraje La leyenda de la fortaleza de Suram (1985). El museo de Lesya Ukrainka está dedicado a la memoria de la notable poeta ucraniana Lesya Ukrainka, quien pasó sus últimos meses en Surami. 
La ciudad misma alberga el complejo de la iglesia de la Madre de Dios construida en los siglos VI y XVII, la iglesia de San Jorge de los siglos XVII y XIX y la iglesia Kviratsjoveli construida en 1998. También hay una sinagoga en Surami.

### Transporte
En 1872, un ferrocarril pasaba por Surami. Al oeste de la estación de Surami había un paso alto por el que pasaban trenes con locomotoras de empuje. Desde 1890, tras la apertura del paso de Surami, construido en otros lugares, la estación de Surami se convirtió en un callejón sin salida y desde 2012, no hay tren que pase por Surami.

## Galería

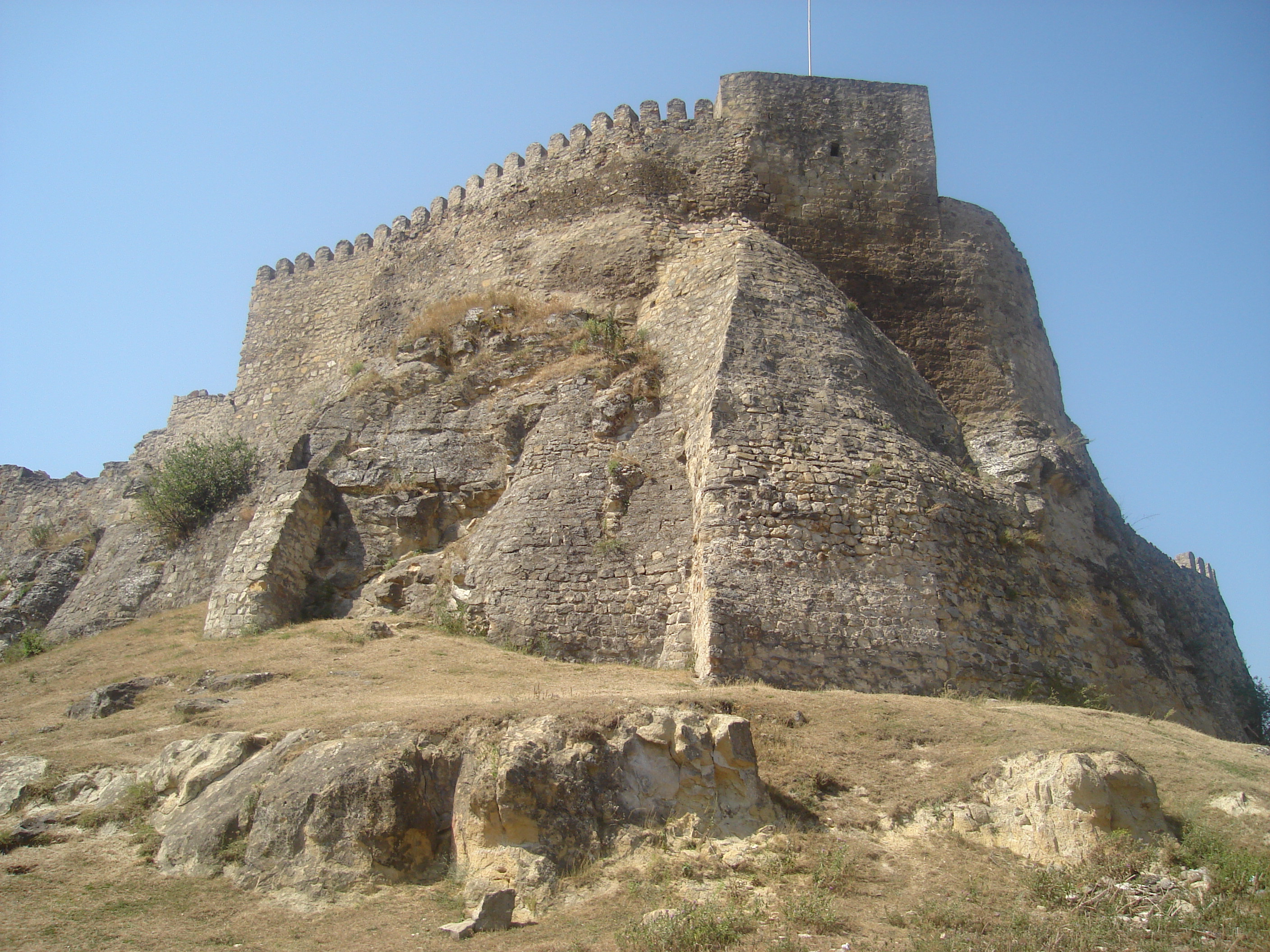
Fortaleza de Surami
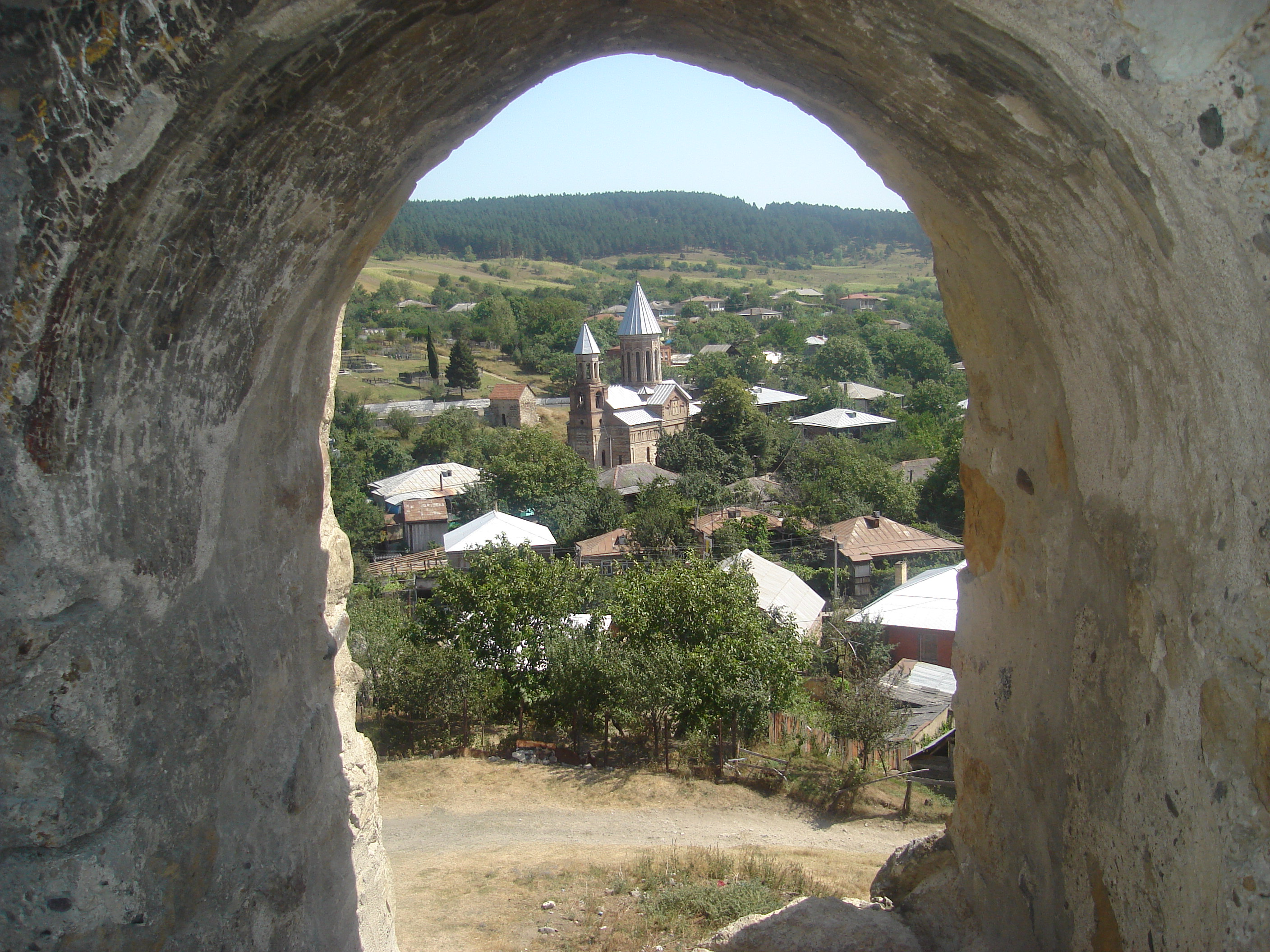
Surami
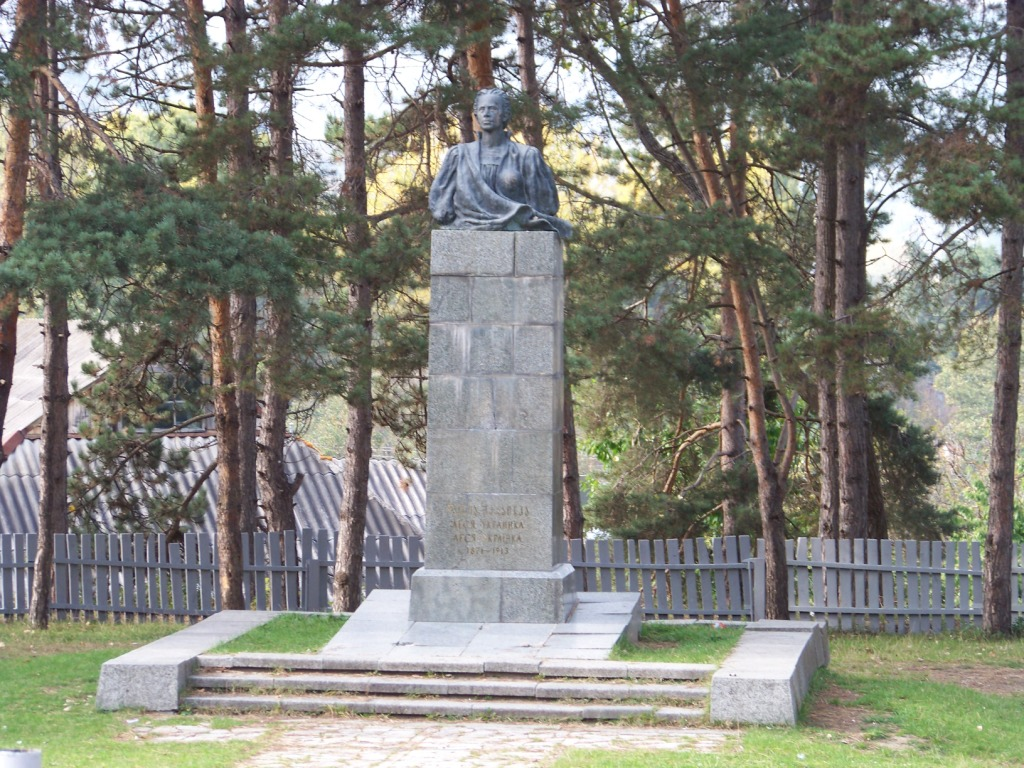
Memorial de Lesja Ukrajinka
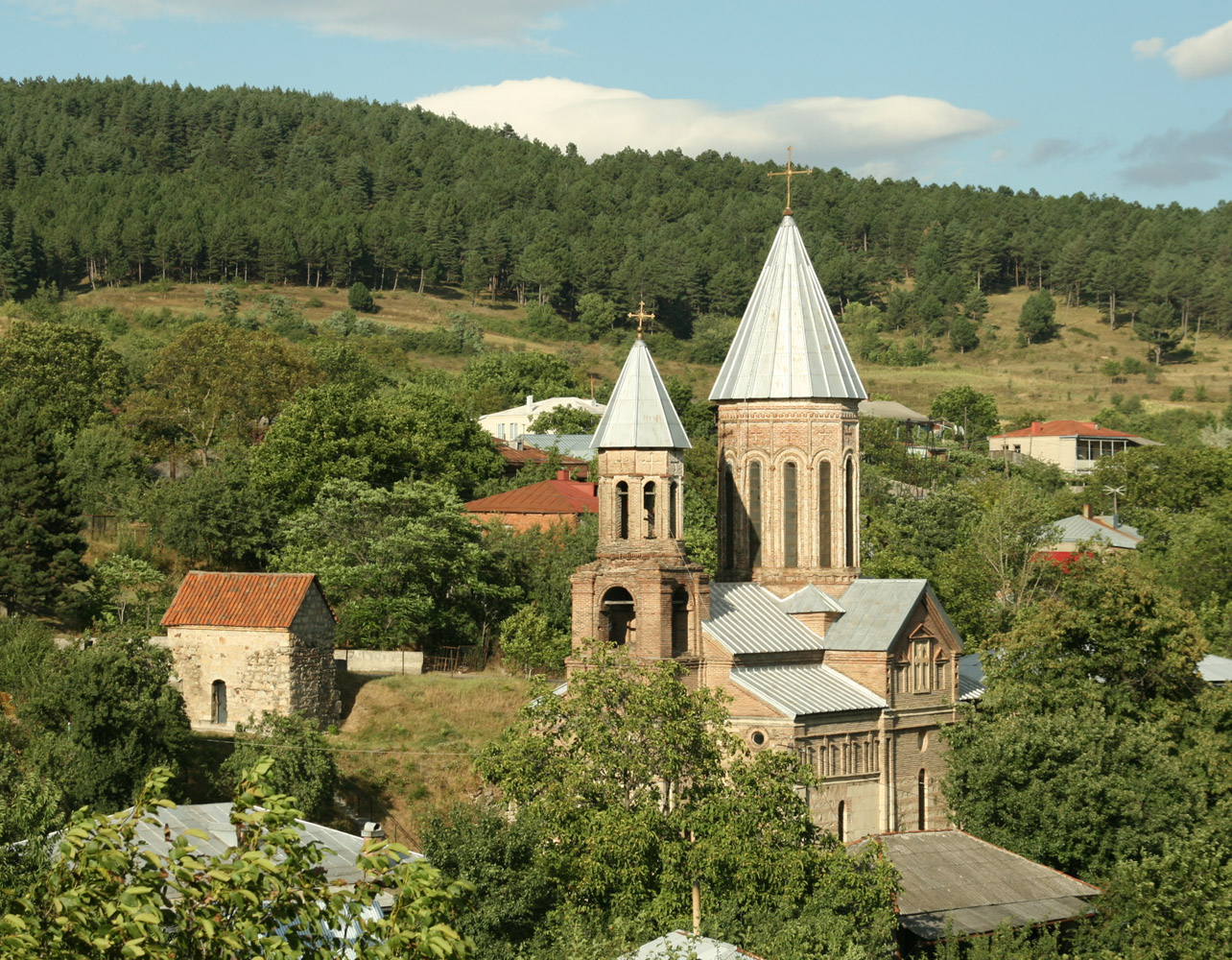
Iglesia de San Jorge